# El Temucano
El Temucano es el primer álbum de estudio del cantautor y folclorista chileno Tito Fernández, lanzado en 1971 por el sello discográfico Peña de los Parra, de los hermanos Isabel y Ángel Parra, y producido por este último.
El título de este álbum marcó el apodo con que se conocería en adelante al cantautor, el cual viajó a Santiago de Chile desde Temuco motivado por Ángel Parra para la grabación de su disco debut.

## Lista de canciones
| El Temucano |                                 |          |  |
| N.º         | Título                          | Duración |  |
| 1.          | «Hace unos días fui a Santiago» |          |  |
| 2.          | «Tallando»                      |          |  |
| 3.          | «Las copuchas»                  |          |  |
| 4.          | «Las vegas gringas»             |          |  |
| 5.          | «El atrinque»                   |          |  |
| 6.          | «El despistao»                  |          |  |
| 7.          | «El colorao»                    |          |  |
| 8.          | «En inglés»                     |          |  |
| 9.          | «Ayer conocí a un senador»      |          |  |
| 10.         | «Canta mujer»                   |          |  |
| 11.         | «El ajuerino»                   |          |  |